# Filmformaat
Het filmformaat verwijst naar de breedte van de filmrol en wordt uitgedrukt in mm (millimeter). Zo is voor de gangbare bioscoopfilm het formaat 35 mm. Bij een kleiner formaat zou het beeld onscherp worden bij projectie op een groot filmscherm.
Al vanaf het ontstaan van de film in 1895 wordt een filmformaat van 35 mm gebruikt. In de jaren 1920 kwam de benaming "normaalfilm" in zwang ter onderscheid van het 16mm-formaat dat "smalfilm" werd genoemd.
In de loop van meer dan honderd jaar filmgeschiedenis werden rond honderd filmformaten uitgeprobeerd, speciaal voor amateurfilmers, waarvan maar weinigen succes hadden.
In 1899 ontwikkelde foto- en filmpionier Heinrich Ernemann een 17,5mm-formaat. Hij gebruikte daarvoor een 35mm-film die nog niet van perforatie was voorzien. De film werd in tweeën gesneden en de enkele perforatie werd in het midden van de film aangebracht op de verticale kaderlijn tussen twee beelden.
In 1922 kwam Pathé met het 9,5mm-formaat. Ook hier zat de perforatie in het midden. Een jaar later bracht Kodak het 16mm-smalfilmformaat op de markt. Dit formaat werd snel populair bij filmamateurs. Kodak ging nog verder en kwam in 1932 met het 8mm-formaat. Daarop kwam in 1965 een verbetering, toen de perforatie werd verkleind en meer naar de rand werd gebracht. Het beeld werd daardoor 50% groter. De film kreeg de naam super 8.
Ook met andere formaten is geëxperimenteerd, meestal zonder veel succes. In de jaren 1950 werden grote filmproducties op 70 mm (Cinemascope) uitgebracht om de toeschouwers te laten ervaren "midden in" de film te zitten. Dit formaat wordt nog steeds gebruikt bij IMAX- en Omnimax-projecties.

## Fotografie
Ook in de fotografie zijn meerdere filmformaten in gebruik:
- kleinbeeld (24×36 mm) en halfkleinbeeld (18×24 mm) afgeleid van de 35mm-normaalfilm
- APS (in drie deelformaten)
- rolfilmtype 120 & 220, 6 cm breed, formaten 6×4,5, 6×6, 6×7, 6×9 en 6×17 (panorama)
- 70mm-film voor speciale toepassingen, onder andere gebruikt in de Hasselblad-astronautencamera's
- rolfilmtype 127, 4×4 cm
- vlakfilm, allerlei maten waaronder 4×5" (inch)
- cassetteformaten 126 en 110 (Instamatic en Pocket-instamatic)
- de Minox-miniatuurcamera gebruikt een 9,5mm-film in een speciale cassette

Hoewel er bij digitale fotografie geen film meer gebruikt wordt, is de afmeting van de beeldsensor enigszins te vergelijken met het filmformaat. Voor digitale systemen die hun oorsprong hebben in de "chemische" fotografie is de beeldsensor vaak wat kleiner dan het overeenkomstige filmformaat, zo hebben veel digitale spiegelreflexcamera's een beeldsensor van ongeveer 24 × 16 mm waar het beeldformaat van hun conventionele broertjes 36 × 24 mm is. Voor digitale middenformaatcamera's is de beeldsensor bijvoorbeeld 37 × 49 mm groot, terwijl de rolfilmvariant 6×4,5 een beeld van 56×42 mm gebruikt. Gebruik van een kleinere beeldsensor leidt tot een kleinere beeldhoek en dus schijnbare verlenging van de brandpuntsafstand van de gebruikte objectieven, dit wordt cropfactor genoemd.